# La benepunctalis
La benepunctalis és una arna de la família Crambidae. Va ser descrita per George Hampson el 1919. Es troba al Perú.

## Sinonímia
- Neerupa benepunctalis Hampson, 1919